# Munt van Holland

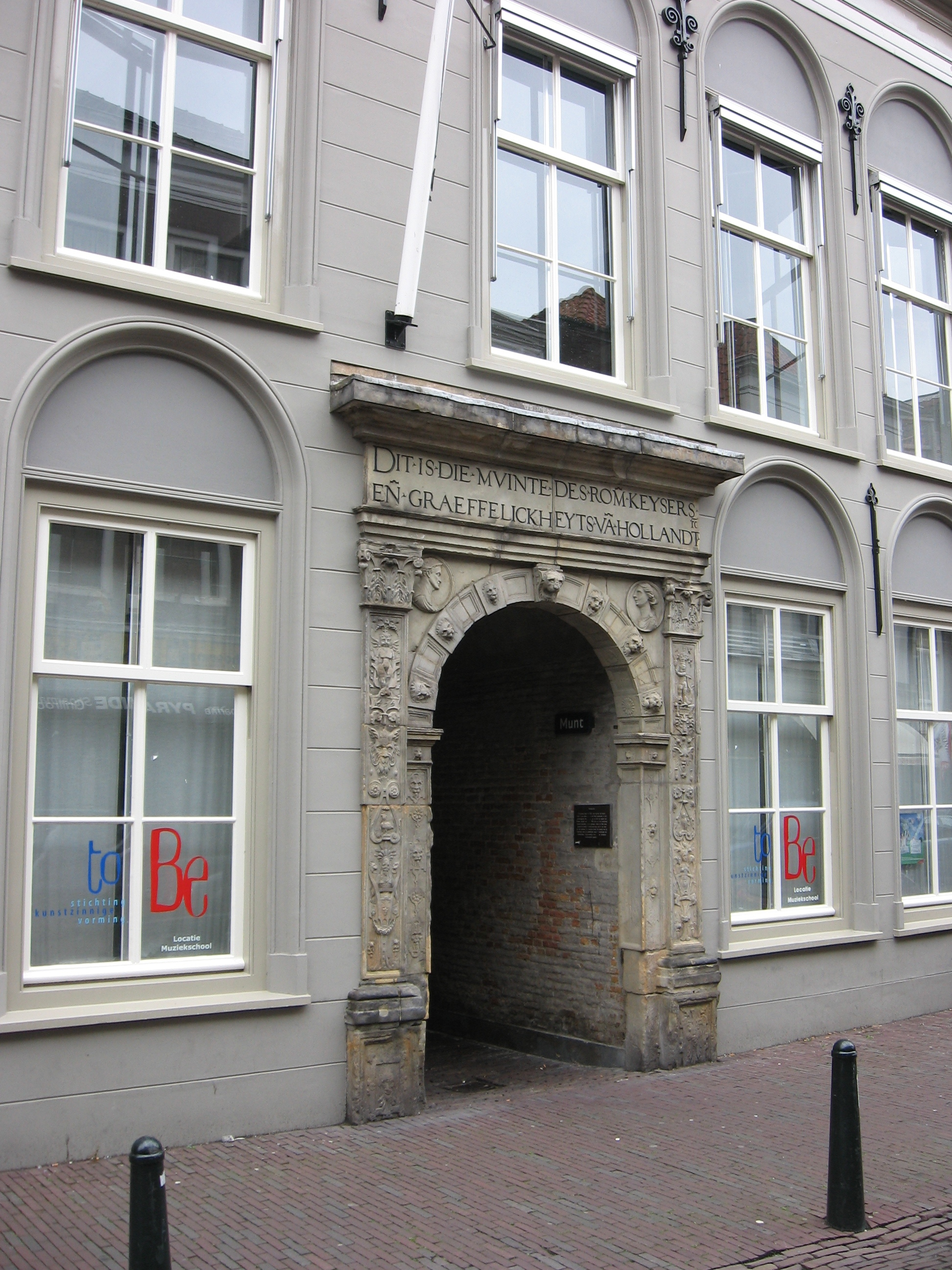
Poort Munt van Holland

De Munt van Holland of Dordtsche Munt is een monumentaal pand in de stad Dordrecht, in de Nederlandse provincie Zuid-Holland.
Het is aangewezen als rijksmonument vanwege de bijzondere oudheidkundige en kunsthistorische waarde.

## Munt

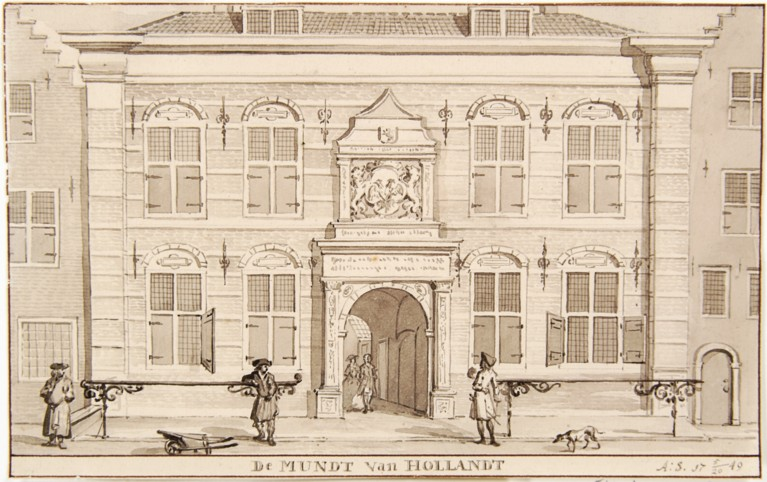
De Munt van Holland in 1749

In 1366 werd op last van hertog Albrecht van Beieren een stuk grond met opstallen in Dordrecht aangekocht ten behoeve van de vestiging van de Munt van Holland; hertog Albrecht was graaf van Holland, Zeeland en Henegouwen.
In 1555 vond op last van keizer Karel V een grote verbouwing plaats en kreeg de Munt van Holland de vorm die eeuwen lang zou blijven. Het complex strekt zich uit van de voorzijde aan de Voorstraat tot de Doelstraat aan de achterzijde, over een lengte van meer dan 110 meter.
De komst van de Fransen in 1795 betekende het einde van de Dordtsche Munt als instelling. De werkzaamheden werden gestaakt. In 1806 werd het bedrijf definitief opgeheven. Ten overstaan van de essayeur-generaal en Dirk Crans, in zijn kwaliteit van waardijn, van essayeur en van executeur van de boedel van muntmeester Bodisco werd op 16 juli 1806 de laatste muntbus geopend. Op 17 september 1806 werd voorts, onder het bestuur van koning Lodewijk Napoleon, bij koninklijk decreet no. 18 bepaald dat er in het koninkrijk slechts een enkel muntgebouw zou zijn en wel te Amsterdam. Het munthuis van Utrecht, dat het beste was uitgerust, werd aangewezen om de Koninklijke Nederlandse Munt (te Amsterdam) provisioneel te vervangen. De Munt werd in 1807 definitief verplaatst naar Utrecht.

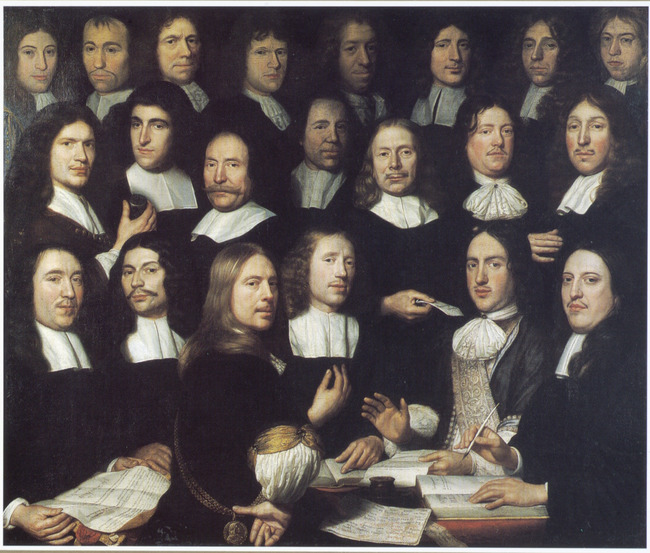
Muntmeesters en waardijns in 1674

## Later gebruik
In 1828 werd het gebouw van de Dordtsche Munt openbaar verkocht, koper was M.G. van den Bank. Deze verkocht een groot gedeelte van de gebouwen door aan scheepsbouwer Jan Schouten. Deze was voorzitter van de Dordtse vrijmetselaarsloge La Flamboyante. Na een aantal interne verbouwingen werd het gebouw in 1837 door de vrijmetselaars als loge in gebruik genomen.
In de jaren 1970 zijn de panden zowel van binnen als van buiten grondig gerestaureerd. Tot 2013 maakte de muziekschool Stichting ToBe gebruik van het pand. (In de jaren 1960 Toonkunst Muziekschool). De vrijmetselaarsloge La Flamboyante heeft de helft van het complex in gebruik. Het andere deel is vanaf 2022 voor een periode van vijf jaar plaats van vestiging van het creatieve centrum DOOR.